# Onopordum tauricum
Espèce
Onopordum tauricum est une espèce de plantes dicotylédones de la famille des Astéracées. Il s'agit d'un chardon qui peut mesurer près de 2 m, originaire d'Asie mineure et d'Europe de l'Est. Cultivé comme plante ornementale, elle se répand facilement et on la rencontre en France comme aux États-Unis (Colorado et Californie) où elle est combattue comme espèce invasive et même comme une mauvaise herbe nuisible, et occasionnellement en Allemagne.  